# Holy Cross (Alaska)
Holy Cross è una città dell'Alaska di 227 abitanti.